# Alessandro Castelli

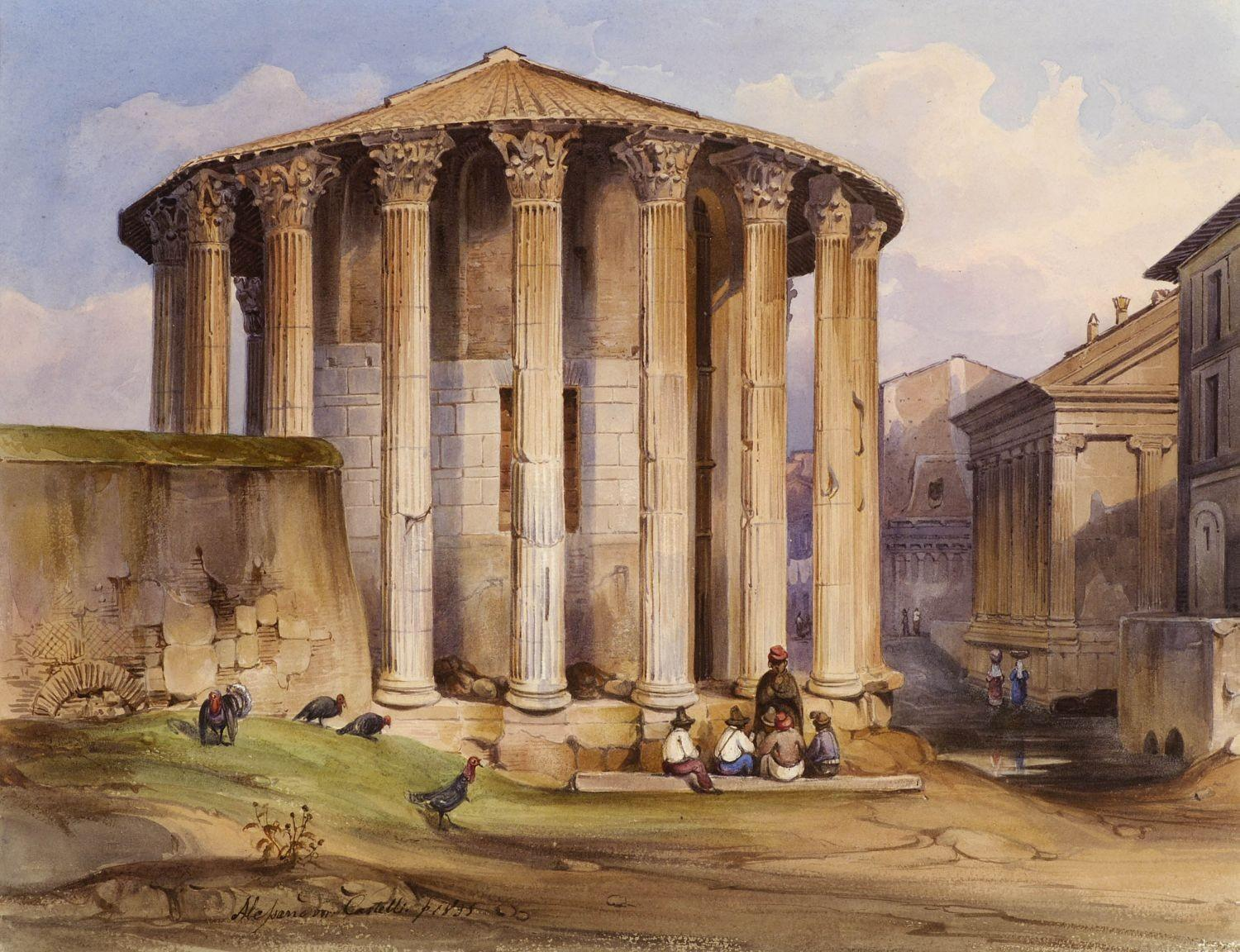
Alessandro Castelli, Roma Tempio di Vesta, ca. 1835

Alessandro Castelli (Roma, 1º gennaio 1809 – Roma, 22 ottobre 1902) è stato un pittore e incisore italiano.

## Biografia
Figlio di Giosefatte, ebbe i primi insegnamenti dallo zio, un acquerellista che si chiamava Simone Pomardi. Studiò all’Accademia di San Luca e trovò un impiego come disegnatore alla Calcografia camerale. Amava la natura e osservava attentamente i luoghi; poi calava il paesaggio in una dimensione quasi irreale, pur conservando un equilibrio compositivo di netta derivazione neoclassica. All'Istituto nazionale per la grafica, a Roma, sono conservati suoi rami e sue incisioni: sono diciannove tavole, da lui disegnate e incise, intitolate Studio di paesaggio; ma i paesaggi completi sono due, mentre le altre tavole rappresentano vegetali. Il Museo Napoleonico di Roma possiede una serie di acquerelli con Vedute di interni della Villa Paolina, datate 1835.
Nel 1846, con gli Amatori e Cultori, Castelli presentò tre paesaggi: Veduta esterna della cattedrale di Cefalù, Veduta di Cefalù e Veduta dell'isola di Capri, opere in cui manifestava una chiara derivazione dal vedutismo napoletano. Nel 1849 il pittore-soldato partecipò alla difesa della Repubblica romana e trasse disegni da episodi dei moti romani del ’48. 

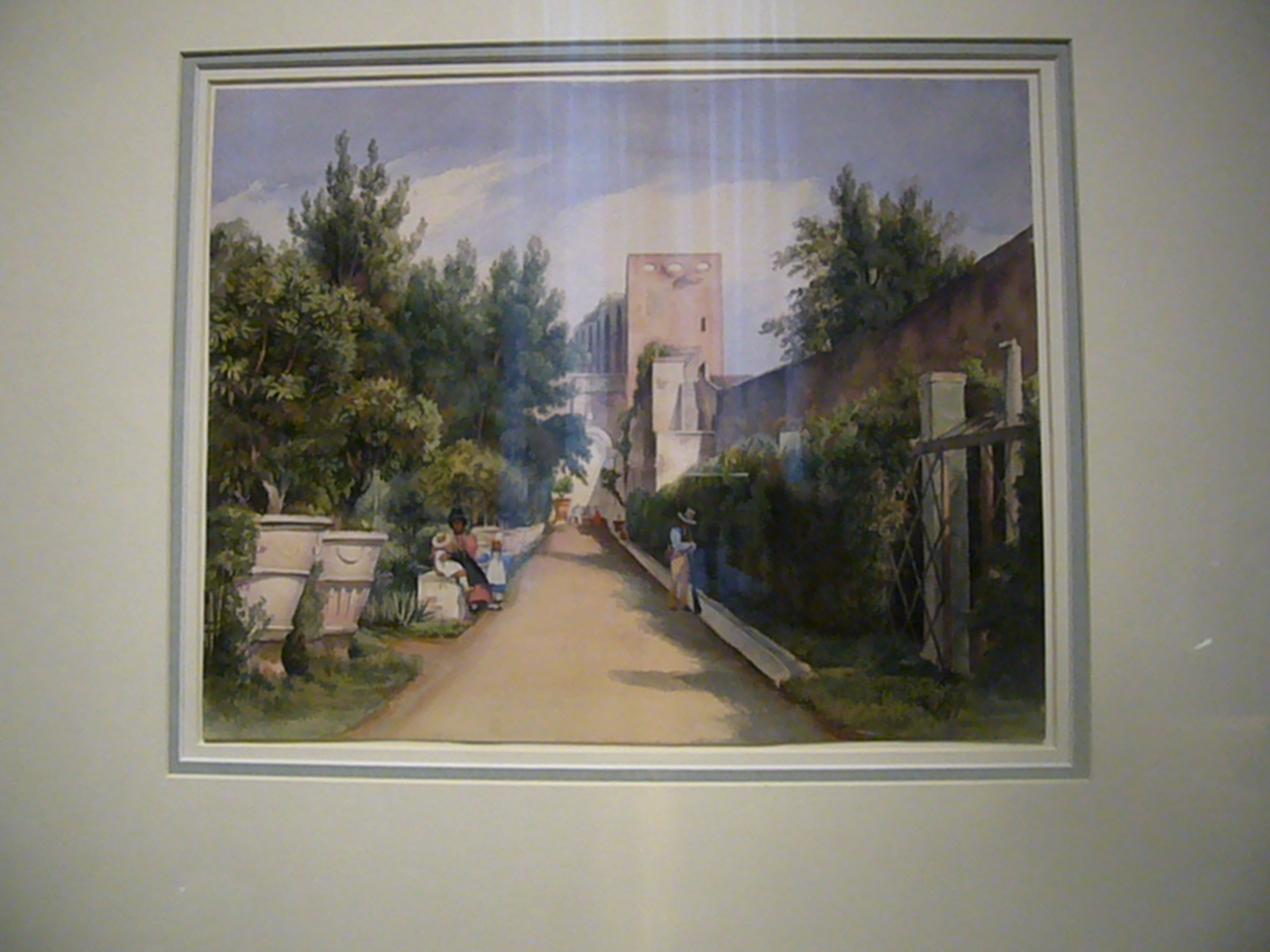
Alessandro Castelli, Villa Paolina, aranciera, ca. 1835

### In esilio, in Europa
Nel 1860 Alessandro Castelli andò esule a Parigi, a Berlino e a Londra. Napoleone III, al Salon de Paris del 1867, acquistò alcuni suoi dipinti. Castelli aveva lì esposto Mort d'Abel, Golgotha, Orage dons les Marais Pontius e Vue du lac Trasimène. A contatto con i paesaggisti inglesi e francesi Castelli aveva smorzato le tine, aveva usato verdi più acidi e scuri.

### Il ritorno
Dopo il 1870 Castelli tornò a Roma. Con Nino Costa frequentava pittori italiani e stranieri che riprendevano dal vero paesaggi della Campagna romana. A questo periodo risalgono le opere Eruzione del Vesuvio, (Roma, Accademia di S. Luca), la Morte di Plinio, (Roma, Galleria nazionale d'arte moderna e contemporanea) e la Notte sul Golgota (Galleria comunale d'arte moderna e contemporanea di Roma). Per Alessandro Castelli il paesaggio era una somma di elementi sparsi che concorrevano al sentimento del bello, dell’orrido, del melanconico, del placido. Uno sfondo con paesaggio accompagnava anche i suoi dipinti a carattere religioso o storico, come le Marie al sepolcro e Annibale che valica le Alpi. L’opera più significativa della sua maturità è la Nera a Narni, conservata a Roma, alla Galleria nazionale d'arte moderna e contemporanea.
Dopo il 1871 Alessandro Castelli visse tra Firenze, Urbino e Torino. Nel 1874 fu eletto accademico di S. Luca, nella classe dei paesisti. Insegnò nelle Accademie di Roma, di Firenze e di Urbino. Nel 1886 è stato tra i fondatori della associazione "In arte libertas". Al Museo di Roma a palazzo Braschi, è conservato un suo ritratto, firmato G. De Sanctis e datato 1869.

### Documenti
Documentazione su Alessandro Castelli si conserva a Roma, all'Archivio dell’Accademia di San Luca e all'Istituto di archeologia e storia dell’arte.